# Grabonoš
Grabonoš este o localitate din comuna Sveti Jurij ob Ščavnici, Slovenia, cu o populație de 222 de locuitori.